# Hàng hóa ảo
Hàng hóa ảo (hoặc tài sản số, tài sản ảo) là những vật thể phi vật lý và được mua sử dụng trong cộng đồng trực tuyến hoặc trò chơi trực tuyến, bởi những người sẵn lòng chi trả để đạt được mục đích nhất định. Ngoài ra, hàng hóa  kĩ thuật số có thể là một danh mục rộng hơn bao gồm sách kĩ thuật số, âm nhạc và phim ảnh.
Hàng hóa ảo không phải là một sản phẩm, mà là một dịch vụ. Do vậy, hàng hóa ảo thì vô hình. Điều này là do, khách hàng nâng cao và trải nghiệm trò chơi hoặc cộng đồng mạng bằng cách đem lại giá trị cảm tính. Hàng hóa ảo thường được bán bởi các công ty vận hành dịch vụ mạng xã hội, trang web cộng đồng hoặc trò chơi trực tuyến. Hàng hóa ảo bao gồm quà tặng ảo, nhân vật ảo, dụng cụ ảo, trang phục ảo cho hình đại diện. Bán hàng hóa ảo đôi khi được gọi là sàn giao dịch điện tử và các trò chơi sử dụng mô hình này thường là freemium.
Sự khác biệt giữa hàng hóa thật và ảo có thể giảm đi trong năm tới do các giao dịch trao đổi tài sản giữa hàng hóa thật và ảo có nhiều điểm chung. Khi đó, rào cản giữa cộng đồng mạng và thực tế mờ dần, và thị trường hàng hóa ảo này sẽ bùng nổ. Thị trường hàng hóa ảo đã tăng trưởng theo cấp số nhân trong những năm gần đây, được thúc đẩy bởi sự phổ biến ngày càng tăng của các nền tảng truyền thông xã hội.

## Lịch sử hình thành
Các hàng hóa ảo đầu tiên được bán là các mặt hàng được sử dụng trong MUD, các trò chơi trực tuyến nhiều người chơi đồ họa trên hệ thống PLATO và các trò chơi chỉ có văn bản trên các máy tính khác. Thực tiễn này tiếp tục với sự ra đời của MMORPG. Người chơi sẽ bán hàng hóa ảo, chẳng hạn như kiếm, tiền xu, bình thuốc và hình đại diện cho nhau trong khu vực phi chính thức. Trong khi thực tế này bị cấm trong hầu hết các trò chơi trực tuyến bom tấn, như World of Warcraft, nhiều trò chơi trực tuyến hiện thu được doanh thu từ việc bán hàng hóa ảo.
Khi Iron Realms Entertainment bắt đầu bán đấu giá các mặt hàng cho người chơi MUD, Achaea, Dreams of Divine Lands, vào năm 1997, nó đã trở thành công ty đầu tiên thu lợi từ việc bán hàng hóa ảo. Các đại diện trực quan của hàng hóa ảo được thành lập trong trò chơi Massive-Multiplayer-Roleplaying-Games Ultima Online (1997) và EverQuest (1999) thành công trong thương mại với mô phỏng phức tạp về  giao diện đồ họa và trang thiết bị.
Nhưng mãi đến giữa những năm 2000, với các công ty như Cyworld của Hàn Quốc dẫn đầu doanh số bán hàng ảo đã trở thành một kế hoạch tạo doanh thu hợp pháp. Với sự xuất hiện của thế giới trực tuyến miễn phí, thương mại hàng hóa ảo mở rộng. Những ví dụ nổi tiếng nhất trong thể loại này là Habbo Hotel (2001) và Second Life (2003). Từ 2004, thị trường hàng hóa ảo ngày càng mở rộng sang Web hai chiều như Cyworld (1999) và Facebook (2004). Hàng hóa ảo được tìm thấy tại trò chơi xã hội như Farmville (2009) bên trong Facebook. Trò chơi xã hội là trò chơi có sẵn như là một ứng dụng bổ sung trên các mạng xã hội. Những trò chơi này thu hút khán giả rộng hơn so với MMOG truyền thống. Một tính năng đặc biệt của Second Life là trao đổi kinh tế miễn phí. Người tham gia không chỉ có thể mua hàng hóa như bất động sản ảo mà họ còn có thể tạo và giao dịch bất kỳ loại đối tượng nào.
Hàng hóa ảo có thể tiếp tục là một hiện tượng chủ yếu ở châu Á, vì giữa năm 2007-2010, 70% doanh số bán hàng trên toàn thế giới đã được thực hiện tại khu vực này.

## Tổng quan

### Thị trường hàng hóa ảo
Giá trị thị trường hàng hóa ảo toàn cầu được ước tính sẽ đạt 189,76 tỷ USD vào năm 2025 do sự tăng trưởng nhanh chóng trong dân số chơi game trên toàn cầu. Nhu cầu gia tăng đối với hàng hóa ảo bị ảnh hưởng lớn bởi việc sử dụng mạng xã hội và các trang web trò chơi trực tuyến ngày càng tăng trong giới trẻ.Thị phần hàng hóa ảo toàn cầu bị chi phối bởi dân số nam và dự kiến sẽ chiếm hơn 75% thị trường vào năm 2025.
Khu vực Châu Á Thái Bình Dương chiếm gần 57% tổng thị trường hàng hóa ảo toàn cầu, xuất phát từ nhu cầu mạnh mẽ ở Trung Quốc và các nước Đông Nam Á. Việc này là nhờ cơ sở người dùng từ các mạng xã hội, sự thâm nhập rộng rãi của điện thoại thông minh và công nghệ không dây. Hơn nữa, cơ sở thanh toán nhanh chóng đáo hạn cũng là một động lực quan trọng thúc đẩy việc tiêu thụ hàng hóa ảo vì nó đã tránh được các rủi ro liên quan đến giao dịch Internet.Các nhà phát triển trò chơi trong khu vực này đang tập trung vào việc tạo nội dung độc đáo và thiết kế hàng hóa ảo theo cách mà họ ảnh hưởng ở một mức độ lớn. Thị trường hàng hóa ảo cũng đang nhận được sự thúc đẩy to lớn thông qua các khoản đầu tư. Chẳng hạn, vào tháng 4 năm 2017, Five Jack, một công ty có trụ sở tại Hàn Quốc, đã huy động khoản đầu tư 1,2 triệu USD dưới dạng một chuỗi A từ VC K-Run Ventures của Hàn Quốc và 500 Startups.

#### Mạng xã hội
Các mạng xã hội đang mua quảng cáo dưới dạng hàng hóa ảo. Gaians bây giờ có thể mua và điều chỉnh xBs Scion ảo của họ. Coca Cola và Tencent hợp tác để cho phép người dùng Tencent giao dịch mã được lấy từ lon Coke thật cho các vật thể ảo trong mạng Tencent. Wangyou, một mạng xã hội có trụ sở tại Trung Quốc, cũng đã cực kỳ năng nổ trong việc thử nghiệm hàng hóa ảo có thương hiệu.
Mắc dù phổ biến, hàng hóa ảo vẫn đi kèm với những thách thức nhất định. Do tính chất ảo của chúng, hàng hóa ảo có thể bị mất do hack hoặc trục trặc kỹ thuật trong quá trình vận hành. Tương tự, tình trạng pháp lý của chúng có thể không rõ ràng, đặc biệt là khi một số lớp giao dịch lịch sử có liên quan và dính rắc rối. Nhiều nền tảng đã tìm cách mã hóa, kiểm soát truy cập,chứng chỉ kỹ thuật số và dấu vân tay các giao dịch để chống lại các rủi ro này.
Nhà nước Trung Quốc đặt ra ngoài vòng pháp luật về việc mua hàng hóa trong thế giới thực bằng tiền ảo vào năm 2009.

#### Game online nổi bật
Trong thời gian gần đây, chơi game đã chuyển sang giải trí chính thống, và khán giả chơi game đã mở rộng cả về kích thước và cả sau nhân khẩu học. Ngành công nghiệp trò chơi trực tuyến phục vụ nhiều đối tượng với sự khác biệt về sở thích và cách chơi. Xu hướng quan trọng nhất đang thúc đẩy thị trường hàng hóa ảo toàn cầu là sự xuất hiện của các mô hình kinh doanh miễn phí, cho phép các game thủ chơi thử một trò chơi miễn phí. Điều này được thực hiện với mục đích xây dựng các rào cản nhập cảnh thấp cho người dùng. Chơi trò chơi trực tuyến và các mô hình kinh doanh liên quan đã chứng kiến sự tăng trưởng mạnh mẽ trong những năm gần đây trong dân số nam. Chơi game trực tuyến thông thường đã làm nhiều game thủ quen với thế giới trò chơi điện tử và các công ty nhắm mục tiêu phân khúc này với các sản phẩm khác biệt. Hơn nữa, sự thâm nhập ngày càng tăng của trò chơi trực tuyến đã khiến nhiều nam giới tham gia và tiêu tiền khi họ chơi với những người mà họ biết từ việc mua hàng hóa ảo như kiếm, đũa phép hoặc nhà bằng tiền thật.

##### H&M
Nhà bán lẻ quần áo Hennes & Mauritz, được biết đến là H&M, lên kế hoạch cho một chiến dịch hàng hóa ảo đột phá vào tháng 3/2010 trên MyTown. Chiến dịch giới thiệu bộ sưu tập hàng may mặc Denim và Màu Xanh (The Blues) và khuyến khích khách hàng đến cửa hàng H&M để xem xét và lựa chọn. Kết quả là, khoảng 700.000 người chơi MyTown đã đến địa điểm ảo như tiệm làm tóc và spa - gần các cửa hàng H&M để có thêm điểm.

##### Paris Hilton - Snoop Dogg - Kim Kardashian
“Để thành công, hàng hóa ảo mang nhãn hiệu Google phải được nhận dạng và có liên quan đến thế giới thực” - ông Ravi Mehta - Phó Chủ tịch sản phẩm tại Viximo, nhà cung cấp nền tảng trò chơi xã hội cho biết. Họ được thúc đẩy bởi sự liên quan đến người mua. Paris Hilton có những người mua hàng hóa ảo của cô vì họ là người hâm mộ và đồng cảm với mái tóc, vị trí của cô trong văn hóa nhạc Pop.
Tương tự, thanh thiếu niên là những người mua hàng hóa có thương hiệu vốn được cung cấp bởi các nghệ sĩ âm nhạc như nghệ sĩ hip-hop Snoop Dogg - người đã kiếm được khoảng 250.000 USD từ giữa năm 2008 - bán các mặt hàng như Dobermans ảo - theo phát ngôn của chính người đại diện doanh nghiệp Snoop Dogg.
Trò chơi di động Kim Kardashian: Hollywood cũng đã kiếm được gần 75 triệu USD chỉ trong năm đầu tiên, và kiếm được hàng trăm triệu USD kể từ khi ra mắt năm 2014, theo nhà phát triển trò chơi Glam Mobile, nhờ vào việc bán hàng hóa ảo cho lớp thanh niên để họ sao chép, mô phỏng lối sống của người nổi tiếng Kim. Vì đây là trò chơi miễn phí, số tiền đó hầu như chỉ đến từ việc bán hàng hóa xa xỉ ảo trong ứng dụng, những thứ như máy bay riêng, quần áo, phụ kiện cao cấp. Như vậy, chính các thương hiệu xa xỉ đang thực sự tạo ra các tác phẩm tùy chỉnh cho trò chơi của Kim Kardashian và có tác động, ảnh hưởng rất lớn đến độ hấp dẫn, thu hút của trò chơi. Trong số các thương hiệu xa xỉ trong thế giới thực đã ký hợp đồng tạo ra hàng hóa ảo độc quyền cho trò chơi là Chanel, Karl Lagerfeld và nhà thiết kế Balmain Olivier Roustrial.

##### MTV
MTV có một mục tiêu khác. Họ muốn tăng lượt người xem cho Giải thưởng Video Music 2010 bằng cách tặng các bản sao ảo của các phụ kiện nổi tiếng như nhẫn kim cương của ca sĩ Beyonce. Việc này được thực hiện trên Mall World - một ứng dụng như Facebook định hướng thời trang phụ nữ với khoảng 4,75 triệu lượt truy cập hàng tháng.

### Hàng hóa ảo và truyền thông
BLMP Licensing Marketplace - CEO là David - với mục đích giúp các thương hiệu có thật và nền tảng kỹ thuật số dễ dàng kết nối và khai thác lẫn nhau. BLMP Licensing Marketplace cho phép các thương hiệu và nền tảng tham gia các giao dịch hàng hóa ảo, các thương hiệu có thể theo dõi IP của họ thông qua quá trình từ tạo sản phẩm đến bán và thậm chí bán lại. Ngoài ra, hàng hóa ảo có thể trở thành một sự thay thế khả thi cho quảng cáo kỹ thuật số truyền thống.” Nó không chỉ nói về doanh số. Hàng hóa ảo có thể quảng cáo và được quảng cáo. Thực tế là hàng hóa ảo trong cửa hàng của một nền tảng là một loại quảng cáo”, David cho biết.
Hàng hóa ảo không bị giới hạn bởi các giới hạn vật lý của thế giới thực, các hạn chế về tài chính và chuỗi cung ứng không còn quan trọng. Các nền tảng và sự sáng tạo trong thiết kế sản phẩm mới là ưu tiên và cần tối ưu hóa. Điều này là do hàng hóa ảo là vật thiết yếu duy trì sự tham gia của người dùng, và là công cụ giới thiệu sản phẩm mới. Volvo với trụ sở tại Thụy Điển và các tập đoàn khác không theo đuổi doanh thu. Một số công ty đang cho đi các mặt hàng ảo, đổi lại, họ hy vọng có thể thu hút và mở rộng phạm vi khách hàng trung thành. Họ dành nhiều nỗ lực để giữ chân người dùng, bởi vì cơ sở người dùng cực kì có giá trị đối với họ. Họ cũng cần tìm cách kiếm tiền. Nội dung ảo có thương hiệu tạo hứng thú cho người dùng và có thêm phần thưởng tạo doanh thu cho cả nền tảng và thương hiệu.“Tất cả là về sự luôn kết nối ”.Mọi người sống trong thời gian thực và các thương hiệu thành lập phải tìm cách giữ liên lạc, ông Marshal Cohen, nhà phân tích bán lẻ của NPD Group, một công ty nghiên cứu thị trường cho biết.

## Các loại hình hoạt động[27]

### Tiền ảo
Tiền ảo (hoặc tiền trong trò chơi) được sử dụng để mua hàng hóa ảo trong nhiều cộng đồng trực tuyến, bao gồm các trang web dịch vụ mạng xã hội, thế giới ảo và các trang web trò chơi trực tuyến.
Để kiểm soát doanh thu trong phương tiện truyền thông, tiền ảo là cụ thể trong mỗi trò chơi và được sử dụng để mua hàng hóa trong trò chơi. Các nhân vật hoạt hình đại diện trong thế giới ảo sở hữu những thứ trong bối cảnh của thế giới ảo và người dùng sẽ thu thập tiền ảo của mỗi trò chơi để mua đất, vật tư và các vật phẩm khác nhau được sử dụng để nâng cao trạng thái của họ và thêm điểm. Một số loại tiền ảo dựa trên thời gian, dựa trên việc đo lường thành tích trong trò chơi để tích lũy điểm trao đổi.

### Avatar
Avatar là hình đại diện (ảnh đại diện) đồ họa của người dùng hoặc nhân vật trên mạng xã hội hoặc các phương tiện truyền thông. Nó có thể ở dạng 2D làm biểu tượng trong các diễn đàn Internet và các cộng đồng trực tuyến khác hoặc dạng 3D, như trong trò chơi hoặc thế giới ảo. Hình ảnh đại diện cũng đã được gọi là "picons" (biểu tượng cá nhân trong quá khứ, mặc dù việc sử dụng thuật ngữ này là không phổ biến bây giờ.
Hình đại diện cũng có thể đề cập đến cấu trúc văn bản được tìm thấy trên các hệ thống ban đầu như MUD. Thuật ngữ "avatar" cũng có thể đề cập đến tính cách được kết nối với tên màn hình hoặc tay cầm của người dùng Internet. Sự ra đời của các nền tảng truyền thông xã hội như Facebook, nơi người dùng thường không ẩn danh, dẫn đến việc mọi người sử dụng rộng rãi hình ảnh hồ sơ của chính họ, đôi khi có bộ lọc.

### Bất động sản
Bất động sản trực tuyến có thể bao gồm những địa điểm hoặc nơi ở phi vật lý, và được hiện hữu trong trong trò chơi trực tuyến hoặc các trang mạng xã hội. Trong ngữ cảnh này, nó là một hoặc nhiều thành phần, là vật chất hay hợp nhất; hoặc thuộc về sở hữu của một người hoặc một nhóm người như cá nhân hoặc cộng đồng trực tuyến.Tùy vào giao diện đồ họa thiết kế, bất động sản có nhiều kiểu, nhiều hình dạng và đặc trưng riêng, nhưng đều thuộc sở hữu của người dùng.
Trong trò chơi trực tuyến, chủ sở hữu tài sản có quyền tiêu thụ, thay đổi, chia sẻ, xác định lại, thuê, thế chấp, bán, trao đổi, chuyển nhượng, cho đi hoặc phá hủy hoặc loại trừ người khác làm những việc này, chủ sở hữu của nó có quyền sử dụng đúng cách (như một yếu tố bền, trung bình) hoặc ít nhất là giữ riêng nó.

### Năng lực
Năng lực trong người chơi trò chơi trực tuyến thể hiện khả năng, trình độ và đẳng cấp của người chơi, và độ hấp dẫn của trò chơi phụ thuộc vào năng lực sẵn có hoặc trong tương lai của người chơi, thường được thể hiện thông qua thứ bậc và bảng xếp hạng. Để có được năng lực, họ phải tham gia trò chơi và trải qua nhiều thử thách, vòng chơi hoặc cấp độ, kể cả hợp pháp hay bất hợp pháp, để có thể hiện và chứng tỏ bản thân mình.
Trong thực tế, năng lực có thể được nâng cấp, tăng lên thông qua thời gian và nỗ lực của từng người chơi, và có thể "mua, bán" thông quá các tính năng và bảng quy đổi của từng trò chơi. Tùy vào mục đích và năng lực từng cá nhân, trò chơi trực tuyến có nhiều trình độ, năng lực khác nhau.

### Công cụ
Công cụ là một vật thể được sử dụng để mở rộng khả năng hoặc năng lực của một cá nhân, nhằm sửa đổi hoặc nâng cao điều kiện của môi trường xung quanh. Công cụ đa số có các các chức năng giống nhau đối với các thành viên sở hữu, tùy vào khả năng, công cụ có thể phát huy hết năng suất hay không.
Trong thực tế, ở các trò chơi trực tuyến, để sở hữu hoặc sử dụng công cụ, ta phải cần đến một công cụ khác, ta có thể sử dụng công cụ sơ cấp để dành lấy công cụ thứ cấp. Để chế tạo các công cụ khác, thì cần nỗ lực hoặc tập hợp nỗ lực cố gắng để dành được nó. Công cụ có thể được sử dụng chung hoặc chia sẻ tính năng trong các trò chơi trực tuyến đòi hỏi đội hoặc nhóm. Tập hợp các công cụ cần thiết để thực hiện các nhiệm vụ khác nhau là một phần của hoạt động được gọi là thiết bị hoặc trang thiết bị.

### Quà tặng
Một món quà là khi trao cho ai đó một thứ mà không mong đợi thanh toán hoặc bất cứ điều gì đổi, từ đó, nó thuộc sở hữu bởi người mà nó được tặng. Một món quà là miễn phí sử dụng khi được trao quyền sở hữu. Tùy vào trường hợp, hoàn cảnh, món quà có thể đề cập đến bất kỳ mục đích hoặc hành động, dịch vụ nào, giúp cảm xúc tốt hơn, đặc biệt là một ân huệ. Quà tặng cũng được trình bày trước tiên và quan trọng khi được nhận sự giúp đỡ và muốn cho đi để thể hiện lòng biết ơn, kính trọng.
Ở nhiều quốc gia, bao gồm thị trường thật và ảo, quà tặng có thể duy trì quan hệ xã hội và góp phần kết nối xã hội. Quà tặng trong thế giới ảo hoặc trò chơi trực tuyến giúp tạo điều kiện tương tác xã hội giữa các người chơi, gắn kết và tăng các mối quan hệ trong thế giới ảo. Người chơi có thể cảm nhận được sự tử tế, chân thành ngay trong chính trò chơi trực tuyến hoặc thế giới ảo mà họ đang sống. Quà tặng còn có thể là đích đến, mục tiêu nhất định mà người chơi dành công sức để đạt được, nó có thể là công cụ giúp tăng thứ bậc hiện tại nhanh nhất, hoặc một đặc quyền cụ thể, khi đó, quà tặng là chủ đề bình luận, là mối quan tâm chung để mọi người thảo luận, trò chuyện và hướng đến.

### Dịch vụ
Thiết kế dịch vụ là hoạt động lập kế hoạch và tổ chức nhân sự, cơ sở hạ tầng, truyền thông và các thành phần vật chất nhằm cải thiện chất lượng và sự tương tác giữa các nhà sở hữu trang web, mạng xã hội, trò chơi trực tuyến với người dùng. Thiết kế dịch vụ, thường do các nhà sở hữu web thực hiện, có thể hoạt động như một cách để thông báo người dùng về các thay đổi đối với một dịch vụ hiện có hoặc tạo ra một dịch vụ hoàn toàn mới. Dịch vụ có thể được cung cấp bởi chính những người chơi trò chơi trực tuyến, và đổi lại họ có thể nhận được sự giúp đỡ, hoặc sự đền bù ở nhiều khía cạnh khác nhau, thường là do có thỏa thuận và cam kết từ trước.
Mục đích của dịch vụ là thiết lập các thực tiễn tốt nhất, nhằm đáp ứng nhu cầu khách hàng, và phù hợp với năng lực của các nhà cung cấp web hoặc mạng xã hội. Nếu một phương pháp thiết kế dịch vụ thành công thì dịch vụ sẽ thân thiện và phù hợp với mọi người dùng, đồng thời giữ bền vững và nâng cao tính cạnh tranh cho nhà cung cấp. Với mục đích này, thiết kế dịch vụ sử dụng các phương pháp và công cụ có nguồn gốc từ các ngành khác nhau, từ dân tộc học đến khoa học thông tin và quản lý đến thiết kế tương tác.

### Sự kiện
Khi nhắc đến sự kiện, người ta thường nghĩ đến dự án cá nhân hoặc doanh nghiệp với quy mô nhỏ/ lớn như lễ hội, hội nghị, nghi lễ, đám cưới, tiệc chính thức, buổi hòa nhạc hoặc hội nghị. Nó liên quan đến việc nghiên cứu thương hiệu, xác định đối tượng mục tiêu, cách tổ chức sự kiện và điều phối các khía cạnh kỹ thuật trước đó.
Trong thế giới ảo, với vài nét tương đồng, sự kiện sẽ được ra mắt theo chu kỳ, theo mùa, hoặc với mục đích nào đó như tưởng niệm, tri ân khách hàng, nâng cấp thành viên hoặc ra mắt trò chơi trực tuyến mới, công cụ hoặc tính năng mới của mạng xã hội, web hoặc ghi nhớ một sự kiện toàn cầu. Sự kiện có thể được tổ chức cả trực tuyến và ngoại tuyến, với sự tham gia của các thành viên thuộc web hoặc cộng đồng mạng xã hội, là cơ hội để gặp gỡ, giao lưu, học hỏi và trò chuyện.

## Doanh thu

### Năm 2007 - 2010
Ban đầu, những người mua hàng hóa ảo ở Hoa Kỳ thường chơi trong các thế giới giả tưởng trực tuyến như Second Life và IMVU, tạo ra gần 1 tỷ đô la hàng năm từ việc người chơi mua đồ nội thất, nhà cửa, quần áo và phụ kiện ảo. Activision Blizzard với phiên bản Candy Crush Saga tiếp tục là trò chơi di động có doanh thu số đứng đầu thế giới, sau 5 năm kể từ ngày phát hành, nhờ phần lớn vào việc bán ứng dụng chứa hàng hóa ảo với mức giá hợp lý. Người tiêu dùng đã chi 250 triệu USD cho các sản phẩm bổ sung, kẹo màu và búa kẹo mút trong quý III/ 2017.
Năm 2009, các trò chơi được chơi trên các mạng xã hội như Facebook, chủ yếu lấy doanh thu từ việc bán hàng hóa ảo, mang về 1 tỷ đô la Mỹ và dự kiến sẽ tăng lên 1,6 tỷ vào năm 2010. Trên toàn thế giới, 7,3 tỷ USD đã được tạo ra từ hàng hóa ảo cùng năm. Những người sáng tạo trò chơi xã hội như Zynga, cho biết họ đã kiếm được 100 triệu USD, chủ yếu từ việc mua hàng hóa ảo và tiền tệ trò chơi, đang kiếm được một hiện tượng phát triển mạnh ở châu Á và đang phát triển ở Nam Mỹ và Trung Đông vào năm 2009
Trò chơi bắn súng với “CS:CS” GO nổi tiếng với thị trường hàng hóa ảo cao cấp, chuyên bán rất nhiều vũ khí ảo trang trí (được gọi là “ lớp bảo vệ”) với giá lên tới 50.000 USD. Vào năm 2010, một người nào đó đã bỏ ra 635.000$ cho một câu lạc bộ đêm ảo có tên Neverdie trong trò chơi Entropia Universe. Tất nhiên, những loại bán vé lớn này rất hiếm. Hầu hết giá hàng hóa ảo đều dưới 10 USD.
Thị trường hàng hóa ảo phần lớn bao gồm mua hàng nhỏ và lẻ. Người tiêu dùng thường trả từ 1-3 USD khi chơi các trò chơi như FarmVille hoặc Mafia Wars - tạo bởi công ty trò chơi xã hội Zynga, để có được một cú nhảy vào các đối thủ. Vào năm 2010, doanh thu những xung lực đó đạt giá trị gần 2 tỷ USD - theo Think Equity, một Công ty nghiên cứu tài chính ở San Francisco.

### Năm 2010 - hiện nay
Tencent là một trong những cổng Internet lớn nhất tại Trung Quốc với hơn 250 triệu tài khoản người dùng đang hoạt động. Họ đã tạo ra hơn 100 triệu đô la trong quý 1/2007 và hơn 65% doanh thu của họ đến từ hàng hóa ảo. Habbo Hotel có hơn 75 triệu avatar đã đăng ký tại 29 quốc gia và 90% doanh thu hàng năm của họ là 60 triệu USD đến từ hàng hóa ảo.Gaia Online thực hiện hơn 50.000 cuộc đấu giá và 1 triệu bảng tin đăng mỗi ngày - biến họ thành trang web đấu giá lớn thứ 3 và bảng tin lớn thứ 2 trên Internet. Người dùng trung bình của họ tiêu thụ 1.200 lượt xem trang mỗi tháng. Họ thuê 3 người với công việc duy nhất là mở ốc thư phong bì chứa đầy tiền mặt mà mọi người gửi cho hàng hóa ảo.
Có một sự hiểu lầm thường thấy rằng hàng hóa ảo chỉ dành cho các game thủ trực tuyến. Cả Dogster và HotorNot đều thành công với mô hình kinh doanh quảng cáo / hàng hóa ảo. Hiện tại, hơn 40% doanh thu của HotorNot, đến từ hàng hóa ảo.Trò chơi video phổ biến, miễn phí để chơi Fortnite: Battle Royale đã tạo ra doanh thu hơn 1 tỷ đô la trên tất cả các nền tảng. Doanh thu này hoàn toàn đến từ các giao dịch mua trong trò chơi, trong trường hợp của Fortnite - không mang lại lợi thế cạnh tranh nào cho trò chơi.

## Kênh hợp pháp
1. Changyou
2. Cellufun
3. Cyworld
4. Facebook
5. Gaia online
6. Habbo hotel
7. Hi5
8. Hotornot
9. IMVU
10. Kongzhong
11. Nexon
12. Ning
13. Iron Realms Entertainment
14. Playdom
15. Playfish
16. Second Life Marketplace
17. RuneScape
18. Slide.com
19. SmallWorlds
20. Sony Online Entertainment
21. Valve
22. Tencent
23. World of Warcraft
24. Xbox Live Marketplace
25. Zynga
26. Flirtomatic
27. OPSkins